# Morales kommun, Cauca
Morales är en kommun i Colombia.   Den ligger i departementet Cauca, i den västra delen av landet, 300 km sydväst om huvudstaden Bogotá. Antalet invånare är 24 391. Arean är 265 kvadratkilometer.
Terrängen i Morales är varierad.